# Одиночка (песня)
«Одиночка» — песня, написанная Викторией Которовой. Первым исполнителем песни стала группа Виктории «Чеширская кошка», в дальнейшем песня вошла в третий, одноимённый альбом певицы МакSим, как промосингл.

## История создания
Песня была написана Викой Которовой, подругой певицы МакSим, в 2007 году.

### Исполнение Чеширской кошкой
Первый вариант песни был записан группой «Чеширская кошка», где Вика Которова выступает вокалисткой. Эта версия была опубликована группой в интернете, однако не имела успеха.

### Исполнение МакSим
В 2009 году песня была записана певицей МакSим для её третьего альбома. Название песни было присвоено и альбому. В конце лета 2009 года песня попадает в интернет и вызывает скандал. МакSим обвиняют в пропаганде употребления наркотиков и использовании нецензурной лексики. Сама певица сказала, что отрицательно относится к наркотикам и не курит, а текст песни назвала хулиганством. Позже, в интервью «Newsmusic.ru» певица сказала, что: «…хотя часто говорят, что слово „покурю“ не очень для песни, но это же такое образное настроение. Например, если я спою про космос, это не значит, что я там была». В официальных пресс-релизах альбома песню называют интернет-хитом, хотя она не была выпущена в качестве цифрового сингла.
В записи песни были использованы голоса музыкантов группы МакSим. На вопрос в интервью газете «Труд7», было ли это сделано намеренно, певица сказала, что:

Да, это вставлено сознательно. Хотя записано действительно «не для печати». Мы часто записываем наши репетиции, а они у нас обычно проходят в достаточно дружеской вальяжной атмосфере. Заходят друзья-музыканты, даже те, кто не принимает участия в записи, пьют чай… Нам важно их присутствие, чтобы они послушали со стороны, как мы играем… И нам показалось — вдруг эта атмосфера заинтересует тех, кому любопытно, как рождаются наши песни, как мы готовимся к встречам со слушателями.

## Рецензии
Песня получила противоречивые рецензии от музыкальных критиков. На сайте проекта «Мир Мэджи» песня описывается как банальная и смешная, но звучащая «чисто по-попсовому». В газете «Санкт-Петербургские Ведомости» песню назвали самой оригинальной на альбоме и добавили, что она «позволила раскрыться сильной команде музыкантов, работающих с предпочитающей живой звук МакSим». Борис Барабанов из газеты «Коммерсантъ» сказал, что песня «сделала бы честь кому угодно, от „Колибри“ до Пелагеи». Особенно мнения критиков разошлись по поводу стиля композиции. Борис Барабанов назвал песню «феерическим танго». На сайте «Moigorod.ru» песню назвали «своеобразным регги-блюзом». На сайте «Newslab.ru» песня описывается просто как блюзовая композиция.

## Участники записи
Аранжировку версии МакSим сделал Анатолий Стельмачёнок. Партию гитары исполнил Евгений Модестов, партию клавишных — Кирилл Антоненко, баса — Стас Грошев. Партию ударных исполнил Валентин Тарасов.

## Чарты и рейтинги
Согласно российскому чарту видеоротаций Billboard за май 2012 года клип занял 11 строчку.
В чарте продаж рин-бэк-тонов в России по итогам сентября 2012 года песня заняла 2 место.
По результатам пользовательского голосования зрителей канала MTV Россия клип «Одиночка» занял 2 место в топ-листе по итогам 2012 года.
В Топ-100 лучших видеоклипов телеканала «ОЕТВ», который вещает на территории Латвии, Литвы и Эстонии, по итогам 2012 года клип занял 8 место.

## Видеоклип
13 апреля 2012 года состоялась премьера видеоклипа на песню «Одиночка».
По состоянию на январь 2017 года, видео на официальном канале певицы на YouTube набрало более 4,9 млн просмотров.